# Michael J. Pollard
Michael J. Pollard (30. května 1939 Passaic, New Jersey – 20. listopadu 2019 Los Angeles) byl americký herec. Proslavil se rolí C. W. Mosse ve filmu Bonnie a Clyde (1967), která mu vynesla uznání kritiky spolu s nominacemi na Oscara, filmovou cenu Britské akademie a na dva Zlaté globusy.
Pollard byl synem Sonie V. (rozené Dubanowich) a Michaela Johna Pollacka, provozního baru. Jeho rodiče se narodili v Americe, ale oba byli polského původu.
Pollard zemřel 20. listopadu 2019 v Los Angeles na zástavu srdce ve věku 80 let.

## Filmografie (výběr)
- Hemingway's Adventures of a Young Man (1962) jako George
- The Stripper (1963) jako Jelly
- Summer Magic (1963) jako Digby Popham
- Gunsmoke (1964) jako Cyrus
- The Wild Angels (1966) jako Pigmy
- Star Trek (1966) – Jahn in S1:E8, "Miri"
- Enter Laughing (1967) jako Marvin
- Caprice (1967) jako Barney
- Bonnie and Clyde (1967) jako C.W. Moss
- Jigsaw (1968) jako Dill
- Hannibal Brooks (1969) jako Packy
- Little Fauss and Big Halsy (1970) jako Little Fauss
- The Legend of Frenchie King (1971) jako The Sheriff
- Dirty Little Billy (1972) jako Billy Bonney
- Four of the Apocalypse (1975) jako Clem
- Between the Lines (1977) jako The Hawker
- Melvin a Howard (1980) jako Little Red
- Riders of the Storm (1986) jako Tesla
- The Patriot (1986) jako Howard
- Roxanne (1987) jako Andy
- American Gothic (1988) jako Woody
- Scrooged (1988) jako Herman
- Season of Fear (1989) jako Bob
- Fast Food (1989) jako Bud
- Night Visitor (1989) jako Stanley Willard
- Next of Kin (1989) jako Harold
- Tango a Cash (1989) jako Owen
- Why Me? (1990) jako Ralph
- I Come in Peace (1990) jako Boner
- Dick Tracy (1990) jako Bug Bailey
- The Arrival (1991) jako Lou
- Motorama (1991) jako Lou
- Split Second (1992) jako The Rat Catcher
- Arizona Dream (1993) jako Fabian
- Skeeter (1993) jako Hopper
- Mad Dog Time (1996) jako Red Mash
- The Odyssey (1997) jako Aeolus
- Merchants of Venus (1998) jako The Senator
- Tumbleweeds (1999) jako Mr. Cummings
- Forever Lulu (2000) jako Hippie
- Dům tisíce mrtvol (2003) jako Stucky